# Reevediepbrug
De Reevediepbrug is een brug in de rijksweg N50 over het Reevediep, tussen Kampen en Kamperveen. De brug ligt net te zuiden van de afrit 31 Kampen Zuid en bijna parallel aan de Spoorbrug Reevediep.
De Reevediepbrug is circa 500 meter lang en gemaakt van beton. Hij werd in 2015 gebouwd en voltooid, tegelijk met onderhoudswerkzaamheden aan het wegtracé N50 Hattemerbroek-Kampen Zuid. Hij is gebouwd in het kader van het project 'Ruimte voor de Rivier'.